# GIDONGDAE
GIDONGDAE（キドンデ、朝: 기동대）は、韓国の5人組ボーイズグループ。別名「機動隊」。2017年Mnetで放送されたPRODUCE 101シーズン2の出演者であるイ・ギウォン、ユンソン、ホヨンがメンバーに加わっている。
グループ名の由来は「いつもどこでも皆さんたちを常に守る、皆さんにとって音楽的な“ソウルメイト”になりたい、そんな「守りたい」気持ちを込めた」とメンバーのギウォンがインタビューで答えている。

## 来歴
2019年
- 9月18日 - 公式youtubeチャンネルにて「기동대 TV」配信開始[3]。

2020年
- 6月3日 - プレデビュー曲「Party Like This」発売[4]。

2021年
- 1月12日 - イ・ギウォンのSNSより個人活動をしていくと発表。おそらくデビューが白紙になったと推定される[5]。
- 6月30日 - キム・テドンがOMEGA Xとしてデビュー。

## メンバー
| 芸名       | 本名             | 本名     | 生年月日               | 出身 | ポジション         | 備考                                         |
| 芸名       | カタカナ         | ハングル | 生年月日               | 出身 | ポジション         | 備考                                         |
| ---------- | ---------------- | -------- | ---------------------- | ---- | ------------------ | -------------------------------------------- |
| ギウォン   | イ・ギウォン     | 이기원   | 1996年6月27日（28歳）  | 韓国 | リーダー、ボーカル | - PRODUCE 101シーズン2出演。（最終順位53位） |
| テドン     | キム・テドン     | 김태동   | 1997年11月7日（27歳）  | 韓国 | ダンサー、ボーカル | - PRODUCE 101シーズン2出演。（最終順位30位） |
| イェヒョン | キム・イェヒョン | 김예현   | 1997年11月7日（27歳）  | 韓国 | ボーカル           | - PRODUCE 101シーズン2出演。（最終順位32位） |
| ウォンジン | ウォン・ジン     | 원진     | 2001年9月15日（23歳）  | 韓国 | ダンサー           |                                              |
| ホリム     | -                | -        | 1996年12月28日（28歳） | 中国 | ボーカル           |                                              |

## 作品
- Party Like This（2020年6月3日）